# Droga wojewódzka nr 908
Droga wojewódzka nr 908 (DW 908) – droga wojewódzka o długości ok. 45 km łącząca Częstochowę z Tarnowskimi Górami. W praktyce stanowi odnogę drogi krajowej nr 78 z Tarnowskich Gór do Częstochowy.
Po zmianie numeracji dróg w roku 2000 droga ta została skrócona, bowiem pierwotnie sięgała aż do Gliwic. Biegła ona wówczas śladem dzisiejszej DK78, a w Gliwicach łączyła się z ówczesną drogą krajową nr 91, która dzisiaj także jest fragmentem "78".
Do czasu zakończenia budowy autostradowej obwodnicy Częstochowy na odcinku od węzła Częstochowa Południe do skrzyżowania z drogą krajową nr 43 obowiązywał zakaz wjazdu pojazdów o masie ponad 12 ton w kierunku do centrum miasta. Ograniczenie to nie dotyczyło zaopatrzenia oraz służb miejskich.

## Miejscowości leżące przy trasie DW908
- Częstochowa (DK43)
- Woźniki (DW789)
- Kalety (DW789)
- Miasteczko Śląskie (DW912)
- Tarnowskie Góry (DK78)